# Gravity (chanson de Māya Sakamoto)
Pour les articles homonymes, voir Gravity.
Singles de Māya Sakamoto
Hemisphere
(2002) Tune the Rainbow
(2003)
Gravity est le 11e single de Māya Sakamoto sorti sous le label Victor Entertainment le 21 février 2003 au Japon. Il arrive 23e à l'Oricon et reste classé neuf semaines pour un total de 27 778 exemplaires vendus durant cette période.
Gravity a été utilisé comme thème de fin de l'anime Wolf's Rain. Gravity et Shima Shima se trouvent sur la compilation Single Collection+ Nikopachi, tandis que Park Amsterdam se trouve sur l'album Shōnen Alice et sur la compilation  "Chizu to Tegami to Koi no Uta" Yori - Haru. Gravity se trouve aussi sur la compilation Everywhere.

## Liste des titres
Toutes les paroles sont de troy, sauf la piste 2 qui est écrite par Māya Sakamoto. Toutes les musiques et les arrangements ont été composés par Yōko Kanno.
| 1. | Gravity                                 | 3:17 |
| 2. | Shima Shima (シマシマ)                  | 4:48 |
| 3. | Park Amsterdam (パーク・アムステルダム) | 4:05 |